# Taira no Shigehira
Taira no Shigehira (平重衡, 1158-1185) était un des fils de Taira no Kiyomori, et l'un des commandants en chef des Taira durant la guerre de Gempei.

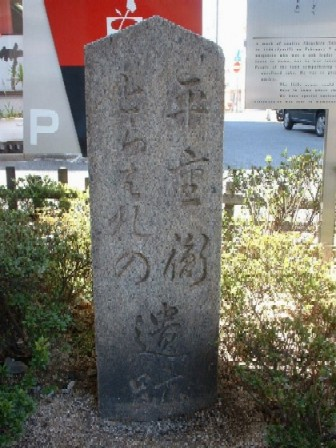
Borne indiquant l'endroit où Taira no Shigehira fut capturé.

Il battit les forces de Minamoto no Yorimasa à la première bataille d'Uji en 1180, puis pour se venger de l'implication des moines guerriers aux côtés de ses ennemis Minamoto, il fit brûler le Mii-dera de Kyōto, l'Onjō-ji d'Ōtsu, et mit le siège à la ville de Nara, où il incendia de nombreux temples, notamment les fameux Tōdai-ji et Kōfuku-ji.
Quatre ans plus tard, le 18 mars 1184, il fut capturé à la bataille d'Ichi-no-Tani, puis remis aux moines du Tōdai-ji, qui le décapitèrent fin 1185.